# Bobcat (azienda)
Bobcat è un'azienda statunitense (acquistata e dipendente dalla Doosan Infracore dal 2007) specializzata nella produzione di macchine per applicazioni industriali, noleggio, costruzione, manutenzione del suolo, lavori pubblici e miniere.
La compagnia ha sede centrale a West Fargo (Nord Dakota) e sede principale europea a Waterloo.
Il logo dell'azienda rappresenta una testa di una lince (chiamata in inglese appunto "bobcat") che mostra una bocca aperta e con i denti visibili.

## Storia
L'azienda fu fondata, come azienda a conduzione familiare, nel 1947 a Gwinner, nel Nord Dakota, con il nome "Melroe Manufacturing Co."
Nel 1957 a Rothsay, in Minnesota, inizia la produzione del primo prototipo (una pala caricatrice a tre ruote, prodotta per un allevatore di tacchini), ad opera dei fratelli Louis e Cyril Keller. Tale macchinario fu subito apprezzato per essere compatto e per potere ruotare facilmente di 360°. Grazie a Anton Christianson, zio dei fratelli Keller e commerciante di macchine agricole Melroe, la Melroe Company iniziò la produzione in serie del prototipo, dopo una dimostrazione alla Minnesota State Fair del 1958.
Nel 1960 fu lanciato il primo modello di pala compatta a quattro ruote motrici, denominato "M-400". Nel 1962 uscì il modello "Melroe M440" che utilizzava per la prima volta il marchio "Bobcat".
È stata una filiale della Ingersoll Rand Company dal 1995 fino al luglio 2007, quando è stata venduta per 4,9 miliardi di dollari a Doosan Infracore.
Nel 2009 l'azienda ha donato al National Museum of American History materiale di archivio di circa 1,6 metri cubi di foto, filmati e opuscoli riguardanti i primi 50 anni di storia dell'azienda.

## Prodotti
L'azienda produce minipale, escavatori compatti, side-by-side, trattori compatti e altre piccole attrezzature idrauliche con il marchio Bobcat. È una delle poche grandi aziende manifatturiere che operano nel Nord Dakota.

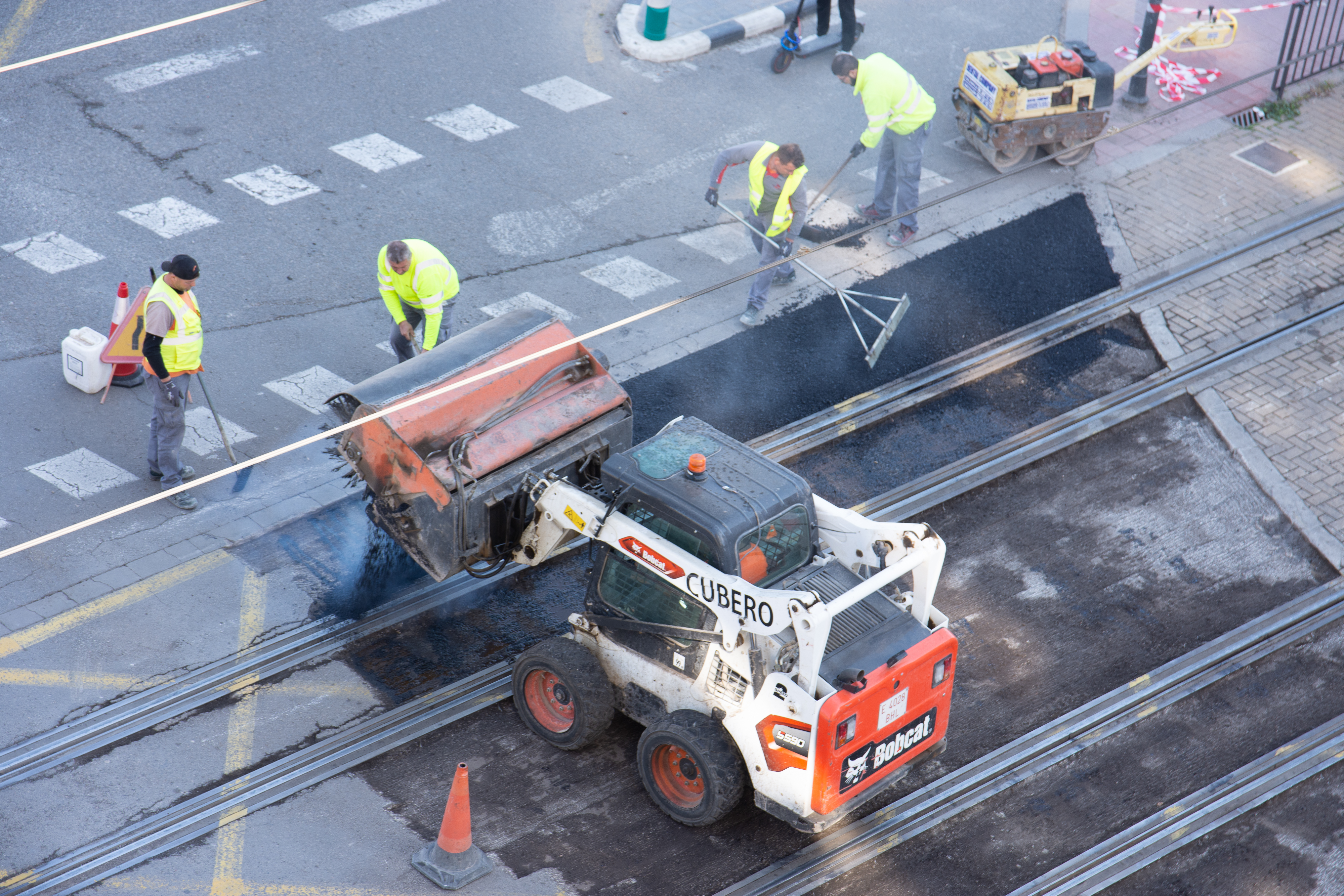
Lavori stradali con l'ausilio di una pala compatta Bobcat S590 equipaggiata con benna spazzatrice raccoglitrice
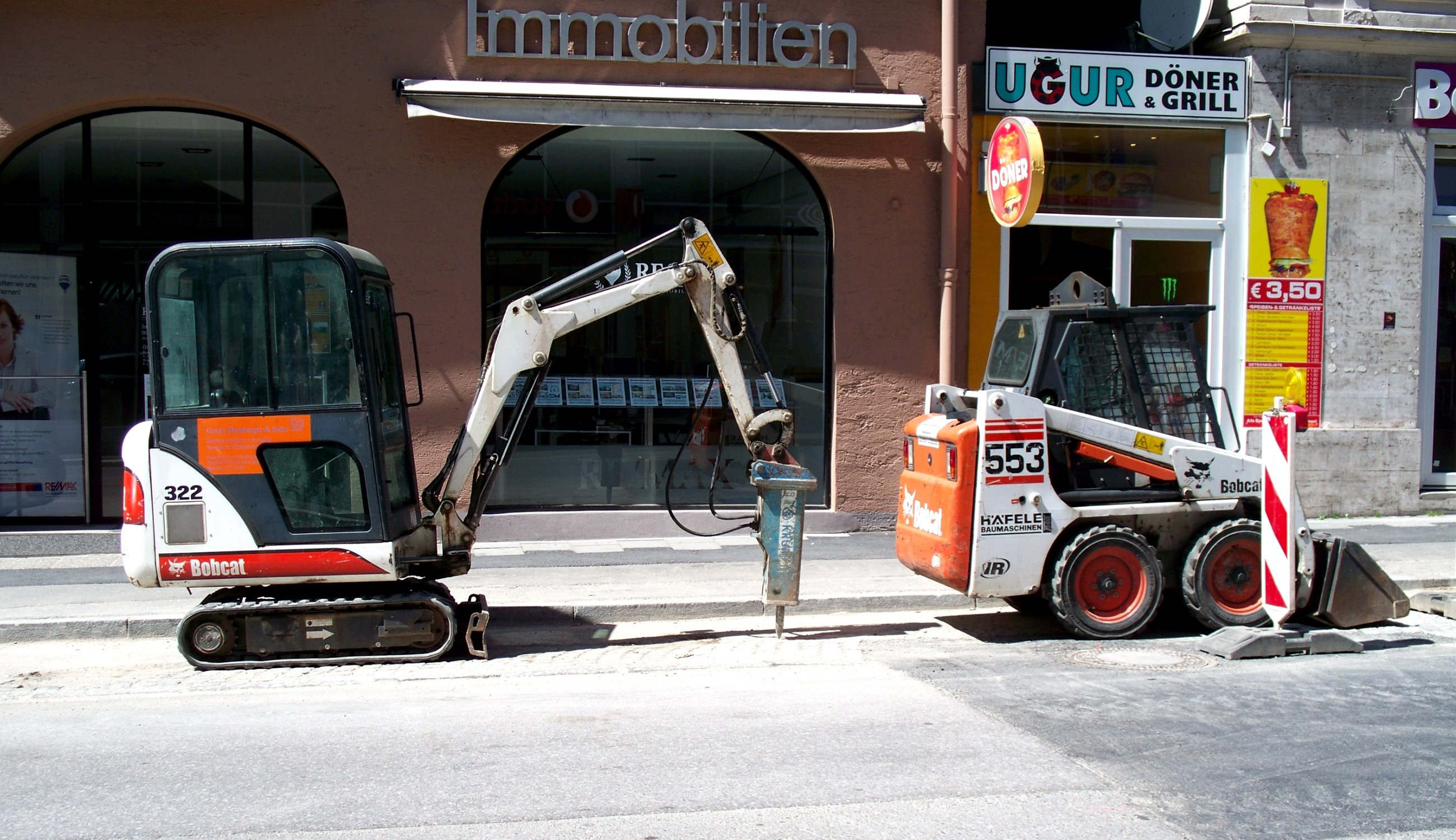
Escavatore compatto Bobcat 322 con martello pneumatico e minipala compatta Bobcat 553 con benna
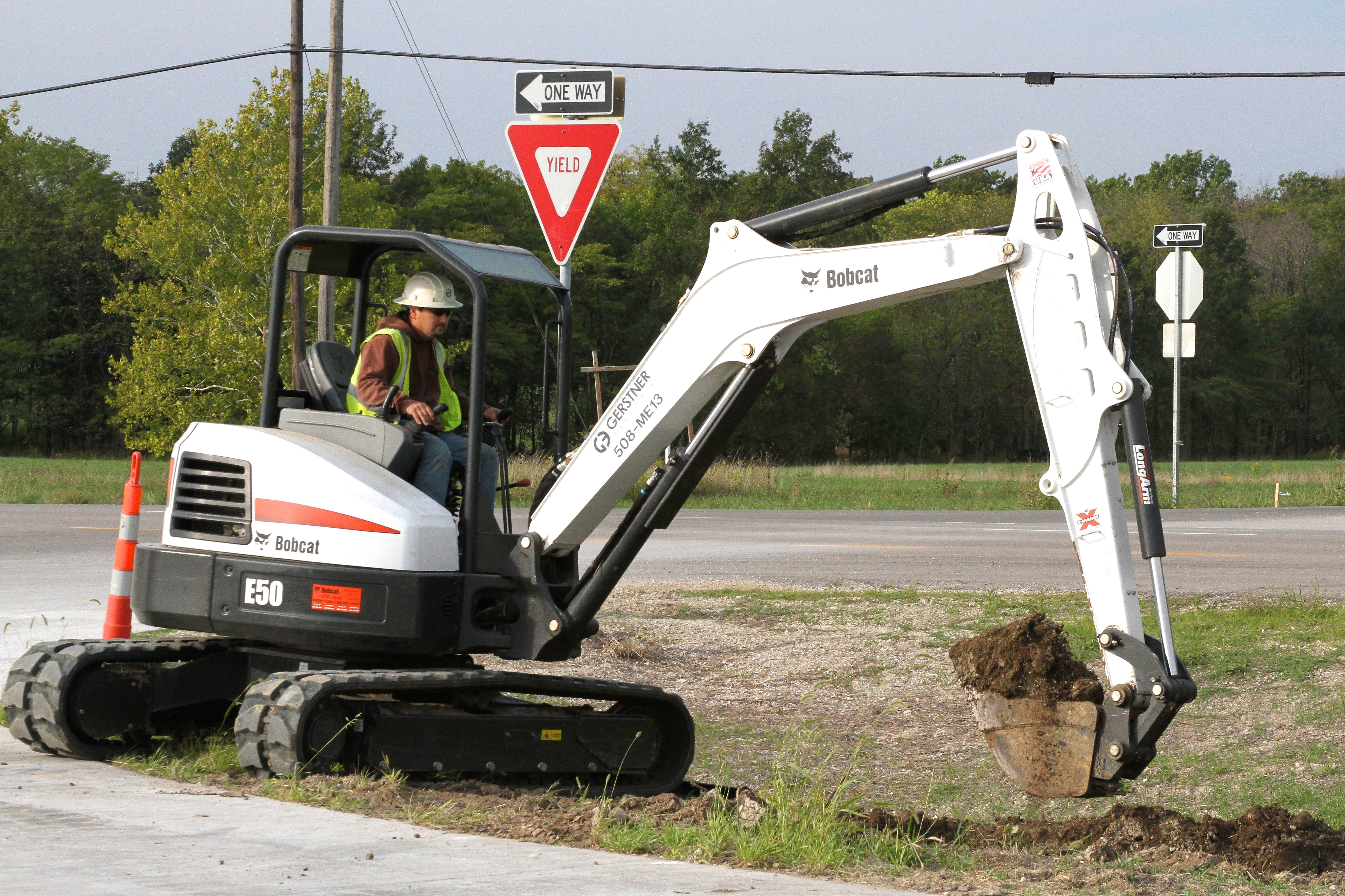
Lavori di movimento terra con escavatore Bobcat E50
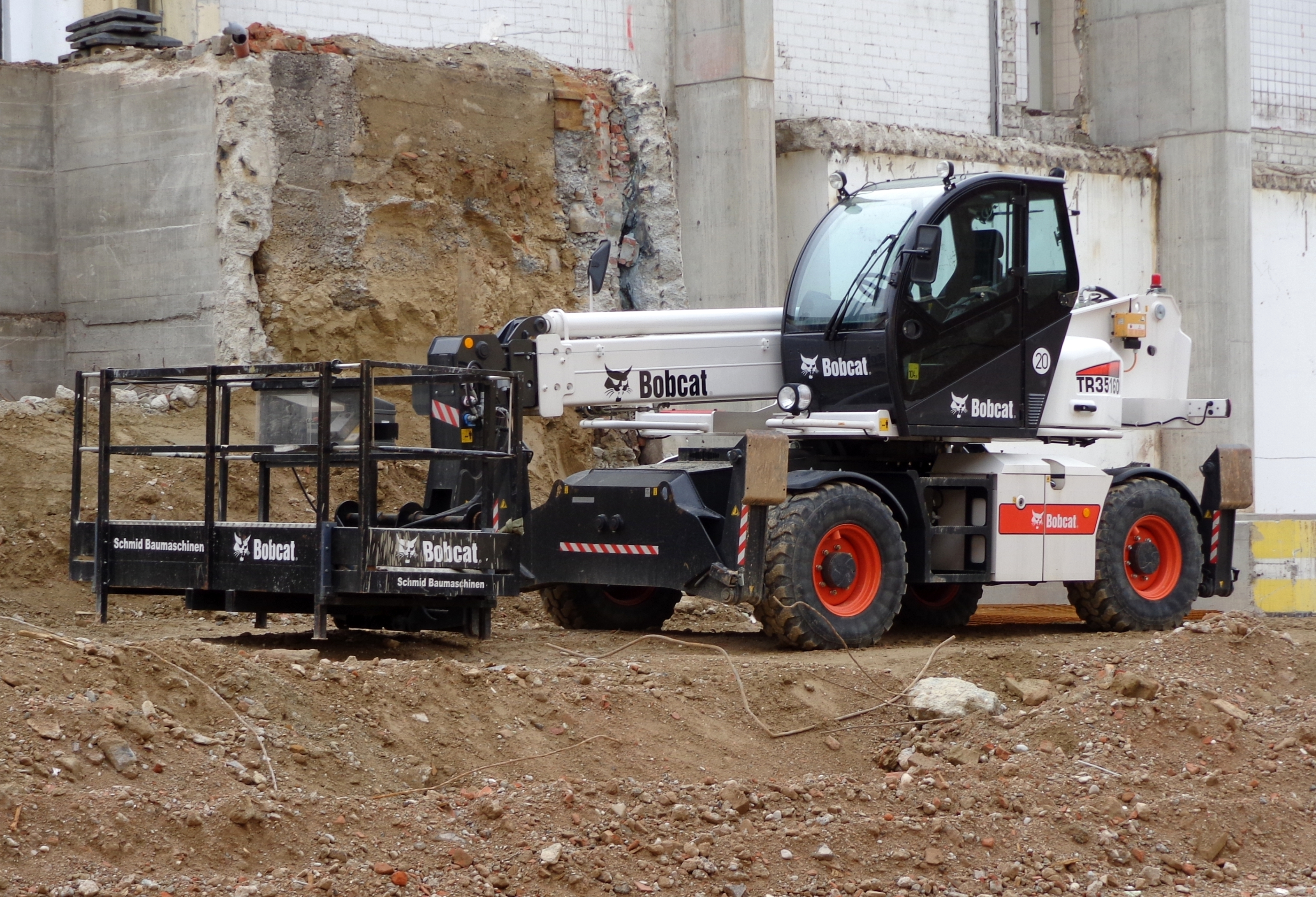
Veicolo Bobcat con piattaforma di lavoro aerea con braccio telescopico
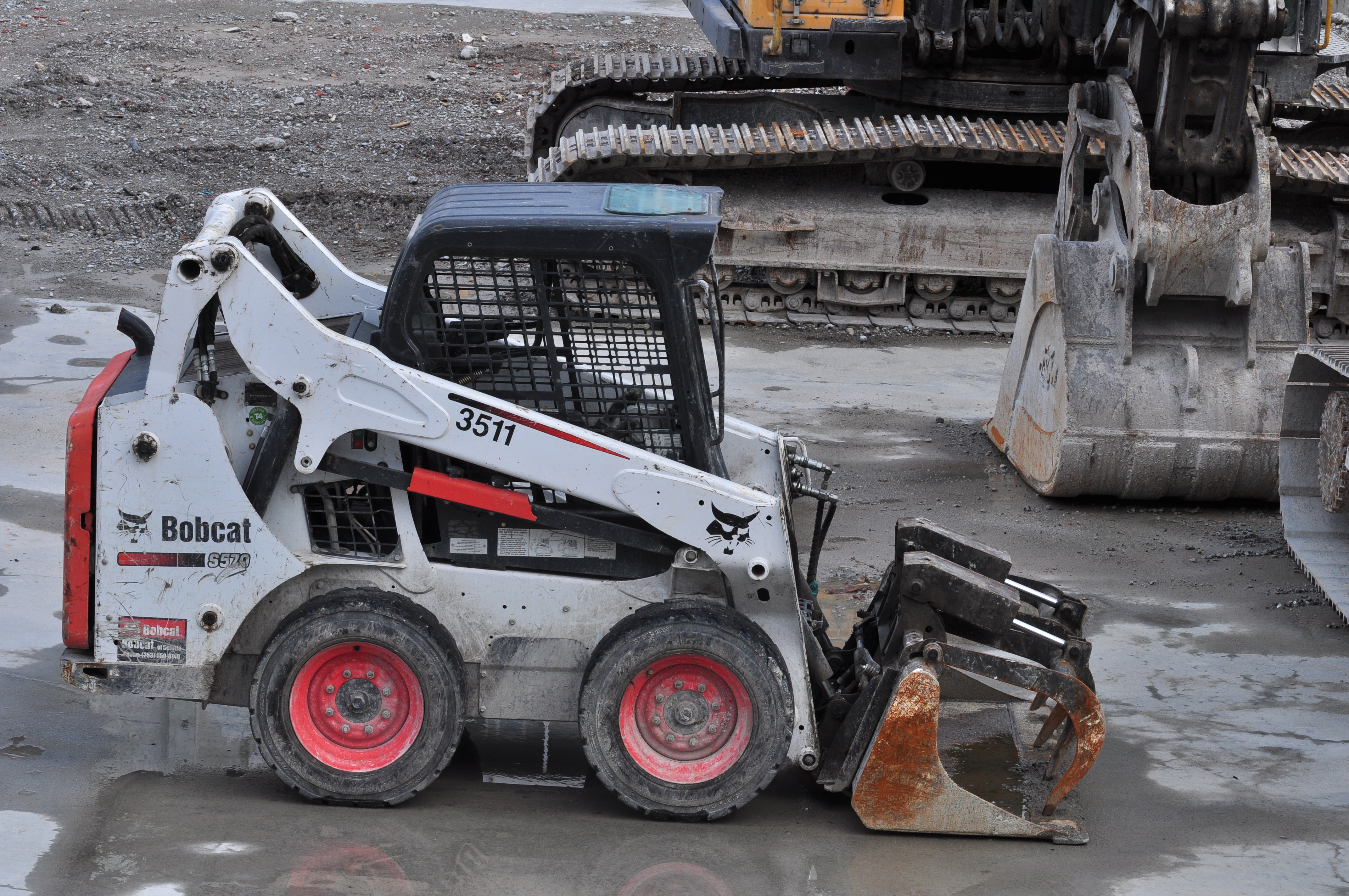
Bobcat S570 durante le operazioni di demolizione del Seattle Times Building
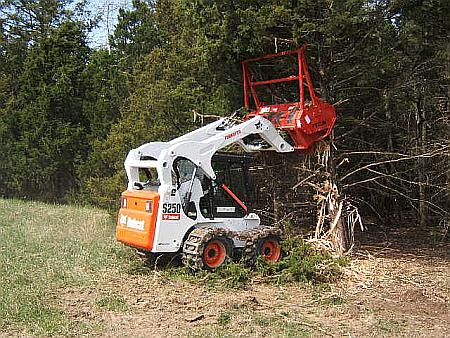
Bobcat S250 equipaggiato con trinciatrice per operazioni forestali
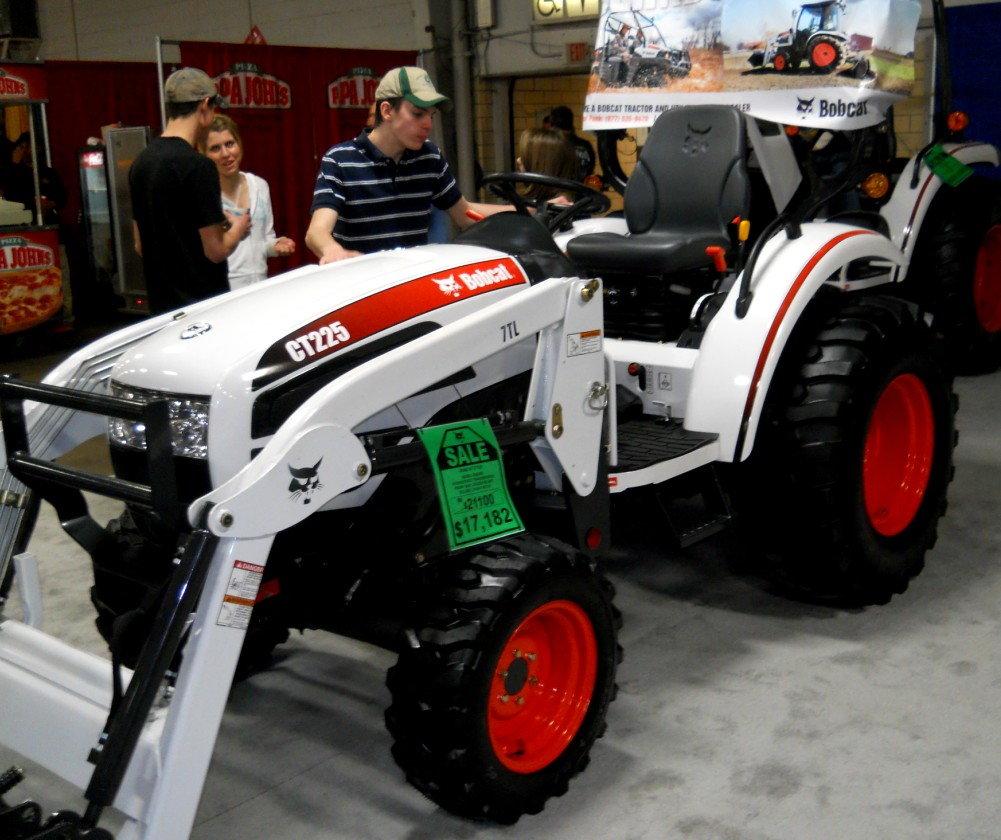
Trattore Bobcat CT225